# Louisa May Alcott
Louisa May Alcott (født 29. november 1832, død 6. marts 1888) var en amerikansk forfatter, bedst kendt for romanen Little Women.
Hun var abolitionist og feminist.

## Udvalgt bibliografi
- Hospital Sketches (1863)
- Little Women (1868)
- Little Men (1871)
- Transcendental Wild Oats (satire baseret på Joseph Palmers historie som "skægaktivist")
- Eight Cousins (1875)
- Under the Lilacs (1878)

### Under pseudonymet A.M. Barnard
- A Long Fatal Love Chase (skrevet 1866, først udgivet 1995)